# Santo Antônio de Jesus
Santo Antônio de Jesus är en stad och kommun i östra Brasilien och ligger i delstaten Bahia. Folkmängden i centralorten uppgick år 2010 till cirka 80 000 invånare.